# رونالد میتلند
رونالد میتلند (انگلیسی: Ronald Maitland; ۶ ژانویهٔ ۱۸۸۷ – ۱۵ آوریل ۱۹۳۷) قایقران قایق بادبانی اهل کانادا بود.